# ウィラサクレック・フェアテックスムエタイジム九州
ウィラサクレック・フェアテックスムエタイジム九州は、福岡県福岡市西区にあるムエタイジム。

## 概要
2006年6月に設立（代表 田尻 秀行）。専門の一流ムエタイトレーナーを本国タイから招聘している。

## 所属選手
- 田尻 大喜
- KOS-30kg級チャンピオン
- KOS-35kg級チャンピオン
- 全沖縄アマチュアキックボクシング-50kg級チャンピオン
- KINGS CUP-50kg級チャンピオン
- 大和-50kg級チャンピオン
- 田中 隆太
- 村松 一樹